# Friedrich Arnold
Friedrich Arnold (Edenkoben, 8 gennaio 1803 – Heidelberg, 5 luglio 1890) è stato un medico, anatomista e fisiologo tedesco famoso per i suoi studi sul sistema nervoso e sull'occhio.
Fu professore emerito di anatomia e fisiologia presso la libera università di Heidelberg. Il riflesso di Arnold, che consiste nella tendenza a tossire quando un corpo estraneo stimola l'orecchio esterno (ad esempio un cotton fioc) è così chiamato perché da lui scoperto.

## Opere principali
- Icones nervorum wapitis, 1834
- Lehrbuch der Physiologie des Menschen, 4 voll., 1836-1842 (con il fratello Wilhelm)
- Tabulae anatomicae, quas ad naturam accurate descriptas in luces edidit, 1838-1842
- Annotationes anatomicae de velamentis cerebri et medullae spinalis, 1838
- Abbildungen der Gelenke und Bänder des menschlichen Körpers, 1843 (con il fratello Wilhelm)
- Handbuch der Anatomie des Menschen, 3 volumi, 1843-1851
- Über die Athmungsgröße des Menschen. Ein Beitrag zur Physiologie und zur Diagnostik der Krankheiten der Athmungswerkzeuge, 1855